# Hostina u Trimalchiona

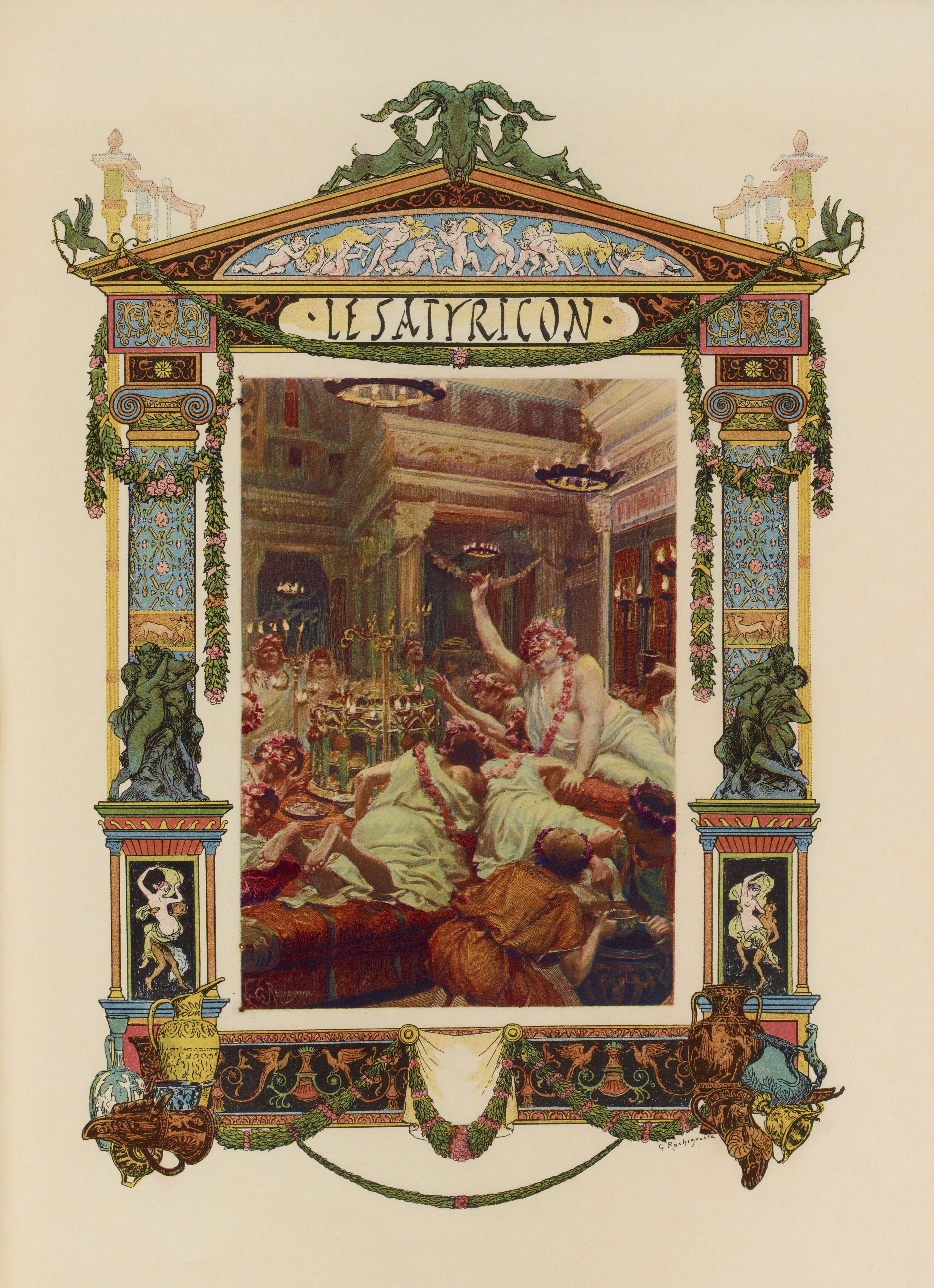
Georges-Antoine Rochegrosse: Hostina u Trimalchiona (ilustrace k Satirikonu, 1910)

Hostina u Trimalchiona (latinsky Cena Trimalchionis) je nejrozsáhlejší zachovaná a patrně nejznámější část satirického románu Satirikon římského spisovatele Petronia Arbitra, psaná formou symposia.

## Obsah
Hlavní hrdinové Petroniova románu, Enkolpius (který příběh vypráví ze svého pohledu), Ascyltus a jejich sluha Giton, se dostanou na hostinu, kterou pořádá zbohatlý propuštěnec Trimalchio. Ten během celé hostiny dává nevkusným způsobem najevo své bohatství. Přitom vychází najevo také jeho nevzdělanost a nevychovanost. Petronius zachycuje hrubou zábavu propuštěnců. Vedle svého manžela se na hostině předvádí také jeho manželka Fortunata. Hosté bohatému hostiteli Trimalchionovi pochlebují, aby je příště pozval zase. Na závěr hostiny Trimalchio zinscenuje svůj vlastní pohřeb, aby věděl, jaké to bude, až zemře.
Popis hostiny zesměšňuje mravy nejrůznějších vrstev tehdejší římské společnosti. Hostitel Trimalchio reprezentuje provinciální zbohatlíky. Trimalchio se snaží pozvané hosty omráčit nákladnými a nezvyklými chody. Nejprve přišel na stůl bronzový osel naložený ranci s černými a zelenými olivami a mísami s předkrmy, jako byli plši pokropení medem a mákem nebo jitrnice. Poté přišla na stůl slepice, sedící na umělých pavích vejcích, která vypadala jako nasazená. V každém vejci však byla zapečená sluka obalená pepřeným žloutkem. Další byla mísa obložená dvanácti znameními zvěrokruhu, která představovala příslušná jídla, například berana jehněčí, býka hovězí pečeně, štíra mořská ryba s jedovatými ostny a podobně byla znázorněna i další znamení. Pod touto mísou byli kapouni, nadívaná vemínka či pečený zajíc s křídly. Pak přiběhli psi, bylo přineseno pečené prase a muž, oděný jako lovec, ho začal porcovat. Prase bylo naplněné živými ptáky, kteří při porcování vyletěli ven. Poté do jídelny přivedli tři živá prasata, aby si hosté vybrali to, které má být upečeno. Bylo vybráno to největší, a když ho přinesli, již upečené, prase vypadalo, jako by ho kuchař zapomněl vykuchat. Trimalchio proto kuchaři hrozil potrestáním, ale pak se ukázalo, že prase je nadito jelity a jitrnicemi. Když byla obě prasata snědena, přišli herci a začali hrát scénu z Trójské války, týkající se hrdiny Aianta, který pobil stádo dobytka v domnění, že zabíjí Agamemnóna a jeho bratra Meneláa. Když hra dospěla do tohoto bodu, číšníci přinesli vařeného býčka s přílbou na hlavě, kterého Aiás rozsekal a naservíroval pomocí meče. Poté se podávaly zákusky, včetně sochy Priapa ověšené ovocem, z něhož stříkala šafránová šťáva, kdoule pokryté bodlinami jako ježci, ale také napodobeniny drůbeže z vepřového masa, plody moře a hlemýždi, vše vynalézavě, ale nevkusně podávané. Mezi chody otroci stříkali hodujícím na ruce navoněnou a chlazenou vodu. Stříbrné nádobí bylo po hostině vyhozeno spolu s odpadky.
Trimalchio během hostiny tyranizuje hosty svými komentáři, historkami a exhibicí všeho druhu, přičemž komicky plete dohromady různé reálie, mýty i historické události. Ani ostatní účastníci hostiny však nejsou líčeni v právě příznivých barvách. Jedná se o Trimalchionovy kumpány a parazity, kteří se přišli dobře najíst a hostiteli lichotí, aby je pozval znovu. Také hlavní hrdinové a vypravěč sám se přišli zadarmo najíst a napít.
Popisem Hostiny u Trimalchiona se inspirovala novověká šlechta při pořádání svých dvorských zábav. Nejslavnější banket podle Trimalchiona uspořádal na základě Leibnizova scénáře v roce 1702 hannoverský kurfiřt.
Hostinou u Trimalchiona a jí inspirovanou zábavou na hannoverském dvoře roku 1702 se inspirovala inscenace Satyrikon s.r.ó, která vznikla na scéně pražského divadla Alfred ve dvoře v roce 2006.

## UkázkyHostiny u Trimalchionav novém a ve starém překladu
Překlad Petra Šourka, 2005:
Pochutnávali jsme si na těch delikatesách, když s fanfárami přinesli samotného Trimalchiona. Jak tam ležel v obležení polštářků, vyprskli jsme nechtěně smíchy. Z šarlatového pláště mu vykukovala pouze vyholená lebka, krk zapadlý v těžkém nachu obepínal šátek s okrajem tak širokým, jako má senátorský plášť, a nedbale rozhozenými třásněmi. Na malíčku levé ruky se mu skvěl obrovský pozlacený prsten a na posledním článku dalšího prstu měl menší, podle mě celý zlatý, ale úplně pokrytý železnými hvězdičkami. Aby nezůstalo jen u této přehlídky, obnažil si pravé zápěstí zkrášlené zlatým náramkem a kroužkem ze slonoviny spojeným lesklým kovem. Když se stříbrným párátkem pošťoural v zubech, pravil: „Moji milí, sice se mi sem do jídelny moc nechtělo, ale abysem vás dál nezdržoval, vodepřel jsem si všecko pohodlí. Necháte mě teda aspoň dohrát partii.“ Otrok přinesl desku z ebenového dřeva s křišťálovými kostkami a jako vrchol vkusu jsem zaznamenal, že místo černých a bílých kamenů používá zlaté a stříbrné mince. Zatímco Trimalchio při hře sahal na dno lidové slovesnosti a my jsme ještě nedojedli předkrm, přinesli na podnose koš, v němž seděla dřevěná slepice s křídly nízko roztaženými do vějíře jako kvočna. Zazněla tuš, dva otroci začali prohrabávat kvočně podestýlku a vylovená paví vejce rozdávali hostům. Trimalchio této scéně věnoval pohled i komentář: „Milí moji, poručil jsem slepici podstrčit paví vejce a namouduši nevím nevím, jestli je už nevyseděla. Musíme vyzkoušet, jesli jsou furt eště k jídlu.“ Dostali jsme lžíci na vejce, vůbec ne lehkou, naopak dosti nešikovně vážila nejméně čtvrt kila. Ostrou stranou lžíce jsme probodli masné těsto na povrchu vejce. Moc nechybělo a málem jsem své vejce zahodil, protože mi připadalo, že jsem v kuřeti. Slyšel jsem však jednoho pravidelného hosta, jak říká: „Copak dobrýho to asi tentokrát bude,“ a tak jsem nakonec z vejce vyloupl sluku v pepřeném žloutku. Trimalchio ve hře již nepokračoval. Nechal si rovněž naservírovat a vehementně nás pobízel, abychom si dali ještě jedno víno s medem. Vtom dala kapela signál a pějící sbor začal naráz sklízet předkrm. Ve zmatku upadla mísa a otrok ji zvedl. Trimalchio to viděl, poručil ztrestat provinilce pohlavkem a mísu hodit zpátky na zem. Po zpěvácích nastoupil popelář a zametl stříbrné nádobí na jednu hromadu s ostatními odpadky.
Překlad Karla Hrdiny, 1947:
Byli jsme právě zaujati touto nádherou, když se dal za průvodu hudby Trimalchio přinést a pohodlně uložit do silně vycpaných podušek. Pohled na něho nás překvapil a strhoval k smíchu: vyholená hlava vyhlížela ven z šarlatového pláště a kolem šíje, ověšené šatem, měl ovázán šátek s širokou nachovou obrubou a s třepením visícím po obou stranách. Měl i na malíku levé ruky veliký, slabě pozlacený prsten, jak se mi zdálo, ze samého zlata, ale navrch dokola jakýmisi železnými hvězdičkami posázený. A aby neukazoval jenom tyto šperky, odhalil pravé rámě, jež zdobil zlatý náramek a kruh ze slonoviny, spjatý skvoucím plátkem. Prošťárav si stříbrným párátkem zuby, prohlásil: „Přátelé, neměl jsem ještě chuť jít do jídelny, ale abyste na mne nemuseli ještě déle čekat, odepřel jsem si všechno pohodlí. Dovolíte však, abych dokončil hru.“ Za ním šel sluha s šachovnicí z ebenového dřeva a s křišťálovými kostkami. Všiml jsem si věci velmi vzácné: místo bílých a černých kamenů měl zlaté a stříbrné denáry. … Vtom najednou dala hudba znamení a při ní sbor zpívajících sluhů rychle odklidil první přínos. V tom shonu však náhodou spadla mísa a otrok ji zdvihl ze země. Když to Trimalchio zahlédl, dal ho zpohlavkovat a mísu zase pohodit. Pak přišel dozorce nad nádobím a vymetl stříbro koštětem s ostatním smetím.
Překlad Petra Šourka, 2005:
Zatímco vedli řeči tohoto druhu, vstoupil Trimalchio. Nechal si potřít čelo voňavkou, umyl si ruce a po chvíli řekl: „Omluvte mě, moji milí, už pár dní mě zlobí zažívání. Doktoři si s tím vůbec nevěděj rady. Teď mě konečně projmula kůra z granátovejch jablek a pryskyřice ve voctě, tak mě snad už ten žaludek začne zas poslouchat. Břicho mi teď bučí jak stádo volů. Tak se taky zbytečně nežinýrujte, když si potřebujete ulevit. Díru máme všichni vespod vod narození stejnou a neznám větší muka než zadržovat prdy. Prd, co chce ven, ani Joviš nezadrží. Čemu se směješ, Fortunáto? Kvůli tobě celou noc voko nezamhouřím. Nikdy bysem nikomu nezakazoval dělat v jídelně něco zdraví prospěšnýho, co raděj doktoři. Hlavně žádný zaražený prdy, a kdyby s tim vyšlo eště něco, tak za dveřma máte vodu, nočníky a všecko potřebný. Zadržený plyny totiž stoupaj do mozku a nadmou celý tělo. Vím vo spousta případech, co na to umřeli, pánč si nenechali poradit.“ Poděkovali jsme Trimalchionovi za shovívavou velkorysost a topili smích v častých doušcích.
Překlad Karla Hrdiny, 1947:
Tak se točily hovory, když vstoupil Trimalchio; utřel si čelo, umyl si ruce voňavkou a po krátké pomlčce pravil: Přátelé, nemějte mi za zlé, už několik dní mi břicho nedělá dobrotu a lékaři si nevědí rady. Ale pomohly mi slupky z granátových jablek a pryskyřice v octě. Kručí mi to ostatně v břiše, jako když vůl bručí. A proto, chce-li kdo z vás své potřebě ulehčit, nemusí se nic stydět. Nikdo z nás nepřišel na svět bez díry. Myslím, že není většího trápení než zadržovat větry. Na to je i Jupiter krátkej, aby to zakázal. Směješ se, Fortunato, ale sama mě tím v noci ze spaní budíváš! Ani při jídle žádnýmu nebráním v tom, co mu dělá dobře; a lékaři zapovídají zdržovat větry. Nebo příjde-li něco ještě horšího, všecko je venku pohotově: voda, klozety a ostatní drobné potřeby. Věřte mi, plynatost stoupá až do mozku a v celém těle dělá bouři. Vím, že mnoho lidí tak přišlo o život, že si nedali říci." Děkovali jsme mu za jeho velkomyslnou shovívavost a hned jsme častými doušky potlačovali smích.
Překlad Petra Šourka, 2005:
(Trimalchio:) "V tomhlectom se náhodou vyznám a taky vim, vodkaď původně pochází tohle korintský nádobíčko. Když dobyli Tróju, ten prohnanej chlap a stará zmije Hannibal nechal všecky bronzový, zlatý a stříbrný sochy roztavit na jedný hromadě, a jak se slily, řemesníci z toho vyrobili talířky, tácy a sošky. Takhle vznik ten korintskej artikl, vod všeho něco, vod ničeho nic. Nemějte mi za zlý, když řeknu, že já osobně dávám přednost sklu, přinejmenšim nesmrdí. Kdyby nabylo křehký, měl bysem ho radši než zlato, takhle je moc levný. Jeden vodborník teda vyrobil skleněnou nádobu, která byla nerozbitná. Pustili ho s tim jako s darem k císaři. Chtěl, ať mu jí císař dá zpátky, a praštil s ní vo podlahu. Císaře z toho leknuté málem trefil šlak. Ten vynálezce jí ale zved ze země. Byla natlučená jenom asi jako bronzová. Vytáh kladívko a v pohodě jí vopravil. Myslel, že ho za to postavěj na pijedestal jako Juppitera, takže když se ho císař zeptal: Zná ještě někdo další složení toho skla? řek, že ne, ale ouha! císař mu přikázal useknout hlavu, pánč samozřejmě, kdyby to vešlo ve známost, měli bysme zlato za hnůj. Ale ve stříbře se vopravdu vyznám. Váz mám plus minus tisíc, jak Kasandra vraždí svoje syny a ti mrtví kluci leží jako živí. Taky pohár vod mýho bejvalýho pána, kde Daidalos zavírá Niobu do trojskýho koně. Mám pamětní poháry ze zápasů Hermerota a Petraita a ty se nedaj brát na lehkou váhu. Vocení to jen vopravdovej fajnšmekr, za žádný peníze bysem svojí sbírku neprodal.“
Překlad Karla Hrdiny, 1947:
(Trimalchion:) "A abyste mě neměli za nevědomce, vím moc dobře, jak povstalo korintské zboží. Když Trója padla, Hannibal, člověk prohnaný a velký šibal, dal všechny měděné, zlaté a stříbrné sochy snést na jednu hranici a zapálit. Kovy se slily v jednu směs a tak si řemeslníci nabrali té hmoty a udělali z ní talířky, misky a sošky. Tak je v korintském zboží od všeho trochu. … Stříbro, to je můj obor. Nádob půlvědrových mám na sto…: jak Kassandra vraždí své syny a mrtví hoši leží, jako by byli živi. Mám pohár, který bývalému pánu mému odkázal Mummius. Daidalos na něm zavírá Niobu do trojského koně. Zápasy Hermerotovy a Petraitovy mám arci též na číších, samé těžké stříbro; že se v tom vyznám, cením si nade všechny peníze.
(Poznámka: Trimalchion zde plete do homérských příběhů o pádu Tróje a Odyseově bloudění kartaginského vojevůdce Hannibala. Podobně plete i báje. Nioba měla sedm synů a sedm dcer a protože se pyšnila, že má více dětí než bohyně Látóna, o děti přišla. S trojskou válkou neměla nic společného. Kassandra byla dcerou trójského krále Priama a s Niobou nemá nic společného stejně jako Daidalos.
Překlad Petra Šourka, 2005:
Fortunata si postupně stahovala z hrubých paží náramky a ukazovala je přítelkyni, pak rozepjala také šperky na nohou a uvolnila síťku na vlasy, údajně z ryzího zlata. Když to viděl Trimalchio, nechal si šperky předložit a prohlásil: „Vidíte ty ženský pouta, takhle nás pitomce hoblujou. Tři kila toho musí mít. Já sám mám pět kilo – to je holt ňáká promile mýho majetku, co vobětuju Merkurovi.“ Na důkaz, že nelže, poručil přinést váhy a obejít s nimi hosty. Scintilla nebyla o nic lepší, sňala z krku zlaté pouzdro, svůj amulet, jak říkala, a vyňala z něj módní chřestivé náušnice. Jednu po druhé je dávala prohlédnout Fortunátě: „To je dárek vod mojeho mužíčka a nikdo nemá hezčejší.“ – „Pumplas mě do posledního,“ odtušil Habinnas, „abysem ti koupil tyhle skleněný tretky. Kdybysem měl dceru, rovnou bysem jí usek uši. Nebejt ženskejch byly by tydle cetky za babku, takhle vyhazujem za hlouposti a pouštíme byznys voportunity.“ Podnapilé ženy se mezi sebou pochechtávaly a opilecky objímaly, jedna přetřásala starosti paní domu a druhá si stěžovala na mužovu slabost pro milence. Jak si zavěšené do sebe cosi šuškaly, Habinnas nenápadně vstal, zvedl Fortunátě nohy a vyhodil jí je na lehátko. „Achich,“ vyjekla, když se jí sukně vyhrnula až nad kolena. Složila Scintille hlavu do klína a studem zrudlou tvář si zakryla šátkem.
Překlad Karla Hrdiny, 1947:
Došlo také k tomu, že Fortunata stáhla své náramky s tlustých paží a ukazovala je udivené Scintille. Nakonec také odepjala kroužky s nohou a sňala s hlavy zlatou síťku, o níž říkala, že je ze zlata zkoušeného ohněm. Trimalchio si toho všiml, dal si vše přinést a pravil: „Vidíte, ženské okovy! Tak se my hlupáci okrádáme. Má to vážit šest a půl libry. Ale zato já mám náramek deset liber těžký, tolik, co dělá tisícina z výdělku obětovaného Merkuriovi.“ Nakonec ještě, aby se nezdálo, že přehání, dal přinést váhy, aby si každý mohl náramek převážit. Scintilla nebyla lepší: sňala s krku zlaté srdíčko, jemuž říkala „Štěstíčko“, vyňala odtud pár naušnic a dala je na oplátku prohlížet Fortunatě se slovy: „Laskavostí mého pána nikdo nemá lepší.“ „Cože,“ řekl Habinnas, „vypumpovala jsi ze mne poslední groš, abych ti koupil ty skleněné fazole. Na mou duši, kdybych měl dceru, uřezal bych jí uši. Nebýt ženských, všecko bychom měli za babku, ale takhle je to: vrabce vydělat a husu strávit.“ Zatím ty ženy, popíchnuty, smály se mezi sebou a podnapilé se líbaly: jedna se chlubila svou starostí o hospodářství, druhá zase hovořila o záletnosti a nedbalosti svého muže. Když tak měly hlavy sestrčeny dohromady, Habinnas nepozorován povstal, chytil Fortunatu za nohy a hodil je na pohovku. „Jé, jé!“ křičela vidouc, že se jí tunika svezla nad kolena. Pak položila hlavu Scintille do klína a stydíc se zakryla šátkem zrudlý obličej.